# Paltoloma
Paltoloma é um gênero de traça pertencente à família Agonoxenidae.